# Canarana exotica
Canarana exotica là một loài bọ cánh cứng trong họ Cerambycidae.